# Danmarks ambassad i Stockholm
Danmarks ambassad i Stockholm (även Danska ambassaden) är Danmarks beskickning i Sverige. Ambassadör sedan 2022 är Kristina Miskowiak Beckvard.  Ambassaden upprättades 1722. Diplomatkoden på beskickningens bilar är BD.
En av ambassadens bilar brandbombades under 14 januari 2005. Det lokala så kallade nätverket "Global intifada" tog på sig skulden.

## Fastighet
Ambassaden är sedan 1953 belägen i Danmarks hus på Jakobs Torg 1 i Stockholms innerstad. Historiskt har ambassaden även huserat i Utrikesministerhotellet på Blasieholmen. Senare på Villagatan 1 (till 1904), Adelswärdska huset (1907-12), Burmanska huset (1913-23), Hellstrandska huset 1924, Villagatan 21 (1925-29), Valhallavägen 70 (1930-44) och Karlavägen 14A (1945-52).

## Beskickningschefer
| Namn                        | Period     | Funktion   | Anmärkning            |
| --------------------------- | ---------- | ---------- | --------------------- |
| Ole Lønsmann Poulsen        | 2004-2006  | Ambassadör |                       |
| Tom Risdahl Jensen          | 2006-2010  | Ambassadör |                       |
| Kirsten Malling Biering     | 2011-2015  | Ambassadör |                       |
| Ove Ullerup                 | 2015-2019  | Ambassadör |                       |
| Vibeke Rovsing Lauritzen    | 2019- 2022 | Ambassadör |                       |
| Kristina Miskowiak Beckvard | 2022-idag  | Ambassadör | Sedan 22 augusti 2022 |